# Boker Heide
Koordinaten: 51° 42′ 51″ N, 8° 30′ 17″ O

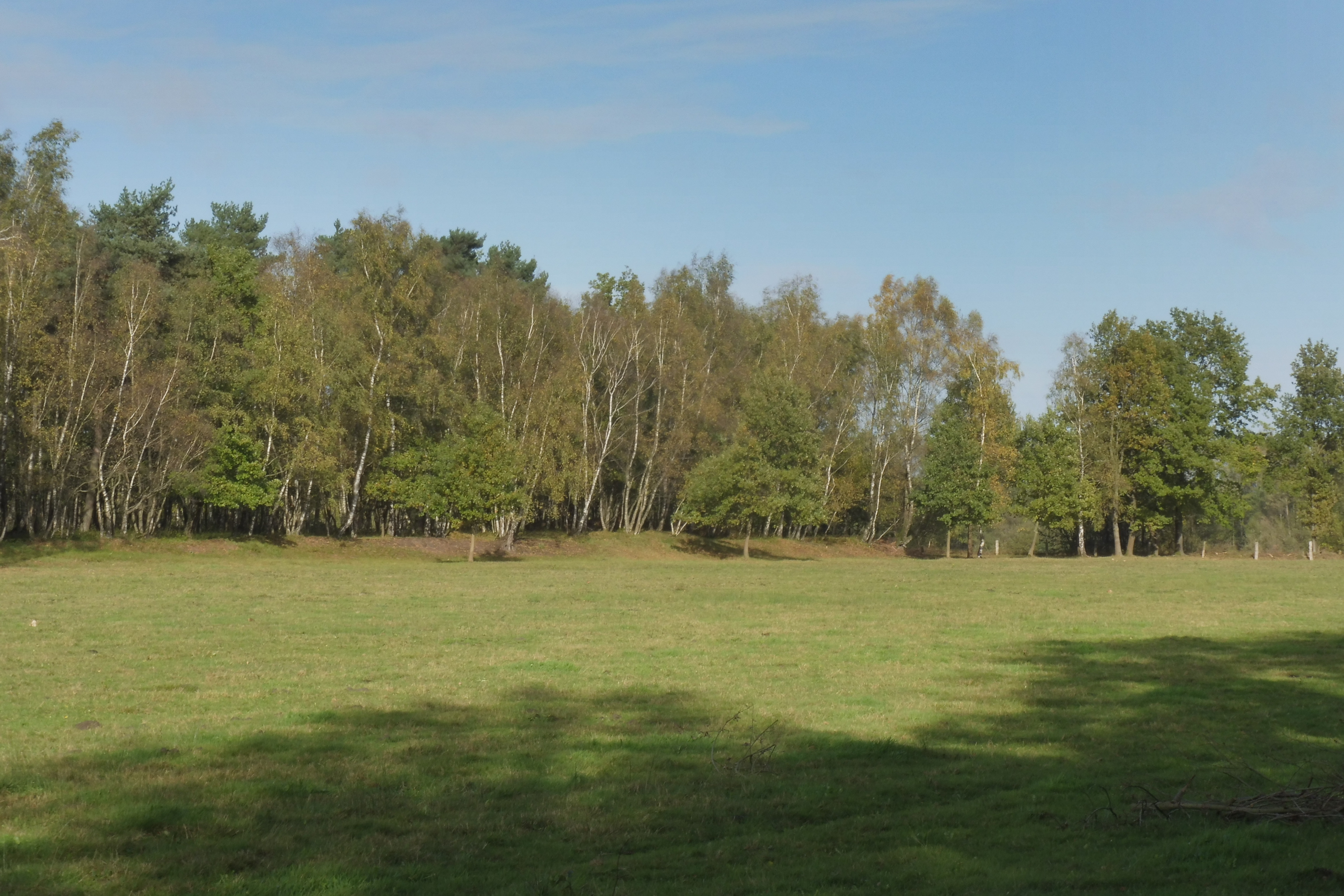
Naturschutzgebiet Boker Heide (Oktober 2017)

Das Naturschutzgebiet Boker Heide liegt auf dem Gebiet der Städte Delbrück und Salzkotten im Kreis Paderborn in Nordrhein-Westfalen.
Das Gebiet erstreckt sich nordöstlich von Mantinghausen, einem Stadtteil von Salzkotten. Nordwestlich verläuft die Landesstraße L 822, südöstlich verläuft die L 815 und fließt die Lippe.

## Bedeutung
Das etwa 87 ha große Gebiet wurde im Jahr 1989 unter der Schlüsselnummer PB-016 unter Naturschutz gestellt.